# Бабочка (узел)
Ба́бочка в спелеотуризме (англ. False butterfly — «ложная бабочка») — амортизирующий временный узел на середине альпинистской верёвки при страховке между точкой крепления станции и спелеотуристом. Позволяет немного снизить фактор рывка при срыве спелеотуриста в результате небольшого проскальзывания под нагрузкой, поглощая часть энергии, а также выдавая дополнительную верёвку, помогая минимизировать рывок.
Отличие спелеотуристического амортизирующего узла «бабочка» от альпинистского крепёжного узла «бабочка» в том, что узлы завязывают иначе и строение узлов — различное.
Узел «бурлацкая петля» обладает ещё большими амортизирующими свойствами, чем узел «бабочка» в спелеотуризме.

## Способ завязывания

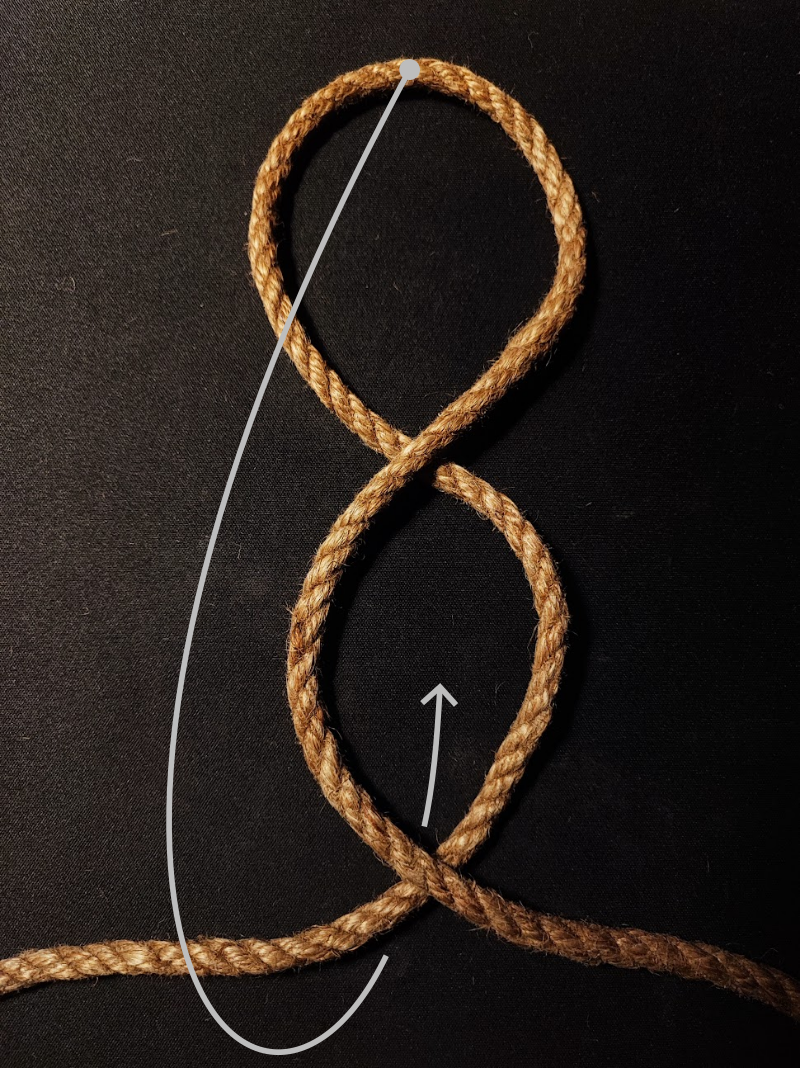
Один из способов завязывания

Существуют несколько способов завязывания спелеотуристического амортизирующего узла «бабочка»:
- Сделать больших размеров колы́шку на середине верёвки. Сделать верхнюю колышку в сторону, противоположную первой. Обнести узел и вставить колышку в образовавшуюся петлю — способ, похожий образованию узла «австрийский проводник».
- Сделать открытую петлю на середине верёвки. Сделать пару одинаковых колышек в основании петли и сложить их. Вдеть вершину петли внутрь обеих колышек[14].
- Сделать сваечный узел. Накинуть колышку на петлю сваечного узла.

## Признаки
Плюсы
- Легко завязывать и развязывать после большой нагрузки или рывка

Минусы
- Незначительное поглощение энергии при падении

## Применение
В ткацком деле
- Связывание концов оборвавшейся нити в ткацком станке; на скользком материале (мохере), скользит, а также его долго завязывать

В спелеотуризме
- В качестве амортизирующего узла завязывают на середине верёвки

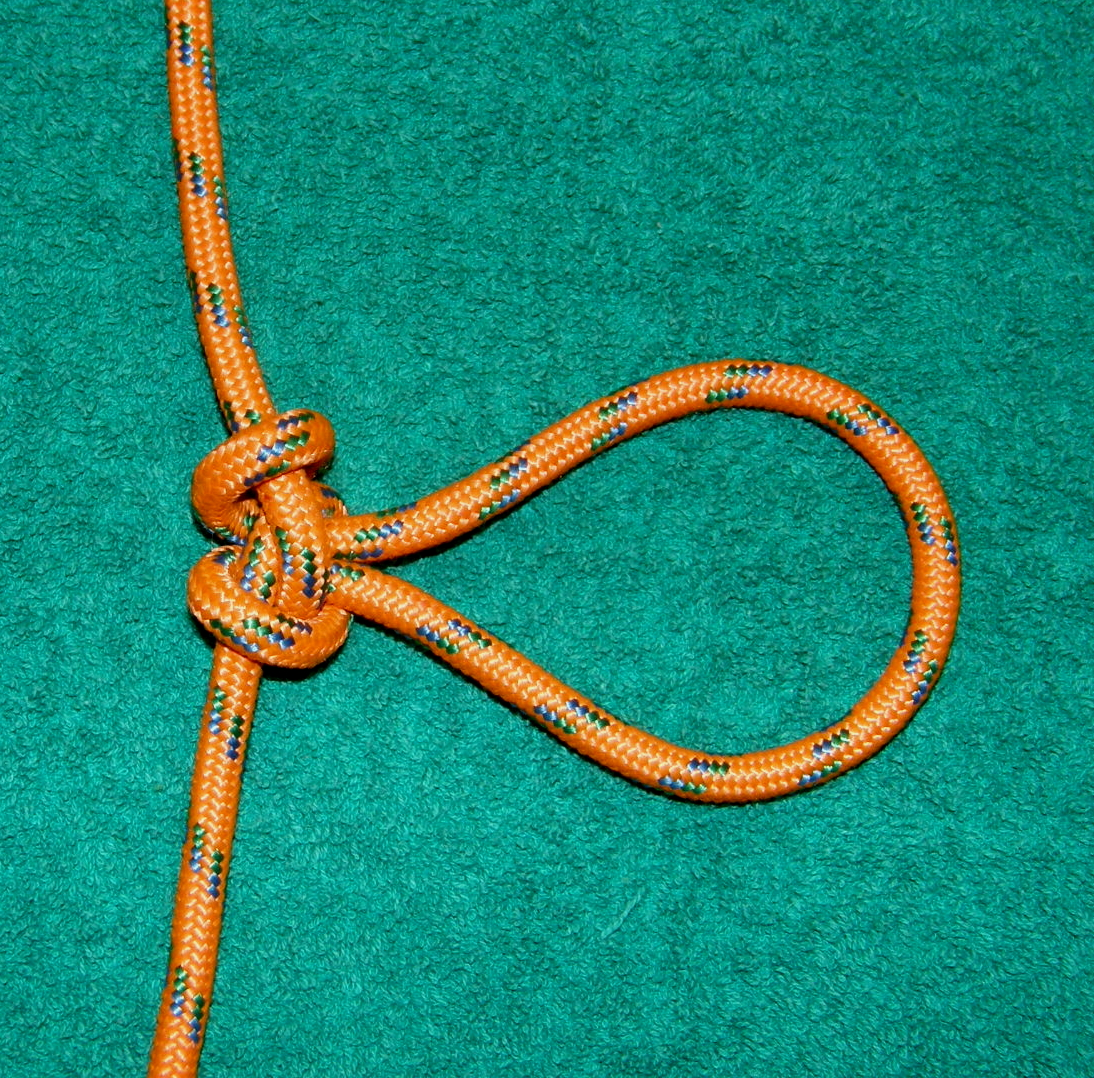
Бабочка (пушкарская петля)
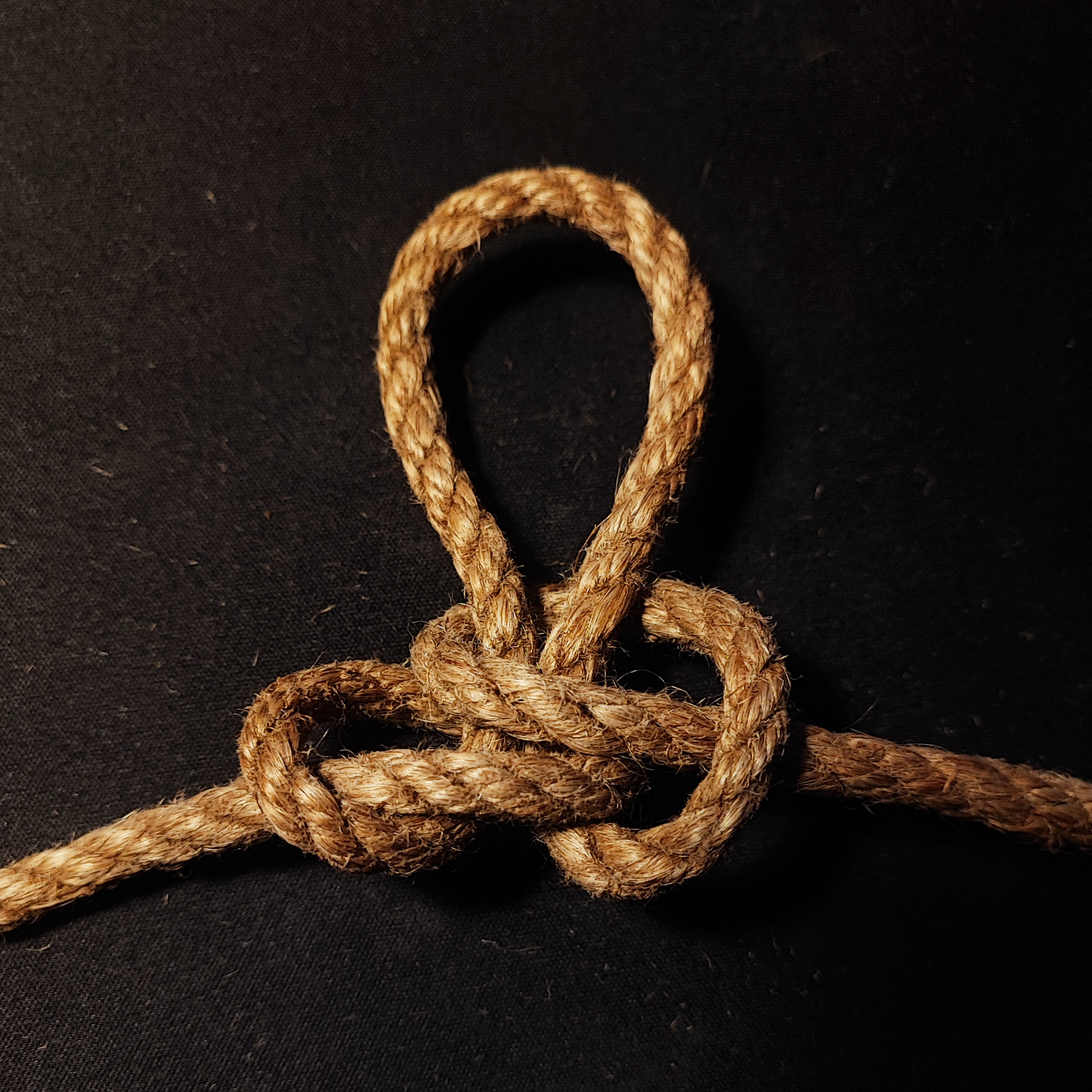
Ложная бабочка
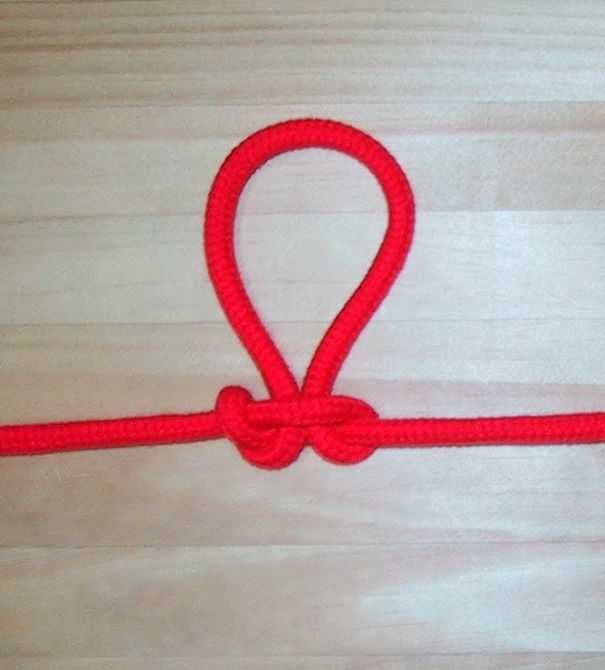
Пушкарский узел